# Грасси, Митч
Митчелл Коби Майкл Грасси, сокращённо Митч Грасси — американский певец и музыкант, наиболее известен как участник а капелла-квинтета Pentatonix. Также является YouTube-личностью и вёл до 2019 интернет-шоу Superfruit c другим участником группы — Скоттом Хоуингом.

## Ранние годы
Митч вырос в Арлингтоне, штат Техас, США. Родители — Майк и Нэл Грасси. Также у Митча есть старшая сестра Джесса (разница в возрасте 7 лет). Мать Митча — дантист-гигиенист, сестра — фрилансер-писатель.
Со Скоттом Хоуингом Митч познакомился в начальных классах на театральной постановке «Чарли и Шоколадная фабрика». Позже, в Джеймс Мартин Хай Скул, они встретили Кирстин Малдонадо, организовали а капелла-трио и в 2010 году записали свой первый кавер на песню Леди Гага «Telephone».
В 2011 году для участия в проекте «The Sing-Off» к ним присоединились Кевин Олушола и Ави Каплан. Квинтет выиграл третий сезон проекта. Из-за выступления Митч пропустил церемонию вручения аттестатов в день окончания школы.
Название группы было предложено Скоттом Хоуингом и происходит от пентатоники — музыкальной гаммы из пяти нот в октаве (по аналогии с пятью участниками группы).

## Карьера
Митч является контратенором и участником группы Pentatonix. На сегодняшний день группа выпустила четыре альбома, один из которых «That’s Christmas To Me» стал дважды платиновым. В феврале 2015 года группа выиграла премию «Грэмми» в номинации «Лучшая инструментальная аранжировка или аранжировка а капелла» с композицией «Daft Punk». На данный момент канал группы на YouTube имеет более 19 миллионов подписчиков и более пяти миллиардов просмотров.
В 2015 году группа получила вторую премию «Грэмми» в номинации «Лучшая инструментальная аранжировка или аранжировка а капелла» за композицию без слов «Танец феи Драже» («Dance of the Sugar Plum Fairy») из балета «Щелкунчик» П. И. Чайковского, а в 2017 году — третий «Грэмми» в номинации «Лучшее кантри-исполнение дуэтом или группой» за песню «Jolene» — Pentatonix при участии Долли Партон.

## Сторонние проекты
В августе 2013 года совместно с другом детства и участником группы Скоттом Хоуингом создаёт интернет-шоу Superfruit на YouTube, выходящим в эфир каждый вторник. В своих роликах ребята устраивают соревнования, отвечают на вопросы зрителей, а также организуют совместные выпуски с другими известными ютуберами и знаменитостями. Музыканты часто снимают каверы на композиции других исполнителей, таких как Бейонсе, Тейлор Свифт, Майли Сайрус и Трой Сиван. На данный момент у канала более двух миллионов подписчиков.

## Социальные сети
- Грасси, Митч в X
- Грасси, Митч на сайте Instagram